# Aeroportul Municipal Kemmerer
Aeroportul Municipal Kemmerer (IATA: EMM, ICAO: KEMM, FAA LID: EMM) este un aeroport din Wyoming, Statele Unite ale Americii ce deservește zona Kemmerer⁠(d). A fost numit după zona deservită.
Situat la o altitudine de 2.220 m, aeroportul dispune de 3 piste.

## Infrastructură

### Piste
Aeroportul dispune de 3 piste: 
- pista 4/22 din beton, cu dimensiunile 2.671 picioare × 60 picioare
- pista 10/28, cu dimensiunile 3.271 picioare × 60 picioare
- pista 16/34 din asfalt, cu dimensiunile 8.203 picioare × 75 picioare